# The Twin (EP)
The Twin EP è il quarto EP di Boy George, pubblicato dalla sua etichetta, la More Protein, e promosso tra la fine del 2003 e l'inizio del 2004, con l'omonimo pseudonimo di The Twin (lemma inglese, il cui significato collettivo è «i gemelli», ma che può essere tradotto anche al singolare come «il gemello»). Il progetto comprende lo stesso Boy George, cantante e DJ, nonché il produttore di musica dance Kinky Roland, che ha coadiuvato George nella composizione e nella produzione di molte delle sue canzoni più recenti, sia come cantante solista per i suoi album, che come DJ indipendente per le sue numerose DJ compilation.
Sia George che Roland spiegano cos'è The Twin. Il primo, sulla sua pagina MySpace, definisce The Twin come il suo "alter ego, dopo tutto, sono un Gemelli di segno zodiacale, e scherzo sempre sul fatto che non si è mai da soli con un Gemelli, neanche quando si è da soli". Il secondo, in un'intervista per la Homepage del sito Web The Devil in Sister George, alla domanda "se The Twin è George con Kinky Roland o se The Twin è George e il suo alter Ego featuring il Replicante oppure se The Twin è George con Leigh Bowery o cosa?", risponde che "The Twin è il progetto di Boy George nel quale scrivo e produco per il suo nuovo alter ego".
George indica in David Bowie, assieme a Gene Pitney, le prime importanti influenze per l'idea dietro il progetto The Twin, che risalirebbe addirittura alla sua adolescenza, vale a dire al periodo in cui Bowie portava in tournée il suo personaggio storico, noto come Ziggy Stardust. Per quanto riguarda The Twin oggi, il nuovo alter ego è nato dopo che George ha interpretato il ruolo dell'artista di performance e designer australiano Leigh Bowery, nel musical Taboo, scritto dallo stesso Boy George, che ha anche composto entrambe le colonne sonore per gli spettacoli di Londra e di Broadway. Il cantante, neo-attore, ha rivelato che è stato più facile per lui interpretare la parte di qualcun altro piuttosto che se stesso (visto che il suo era tra i personaggi principali del musical), e ha ricordato che non è la prima volta che gli càpita di lavorare sotto pseudonimo, come con la band fittizia dei Jesus Loves You o nelle vesti del finto produttore e compositore Angela Dust, per citare soltanto gli esempi più famosi: il fatto di non esporsi in prima persona come Boy George, un marchio fin troppo famoso per allontanarsi dal percorso stabilito, con tutti i pericoli che ne conseguono, gli ha infatti permesso di sperimentare molto di più (lo stesso era successo al momento di lasciare il suo gruppo storico, i Culture Club, che lo obbligavano ad attenersi sempre allo stesso stile vocale), come mai aveva potuto prima, allo stesso tempo dandogli la possibilità di nascondersi sotto un falso nome, nell'eventualità di un insuccesso commerciale e critico (che, comunque, non si è mai verificato a tal punto di impedirgli di uscire allo scoperto).
Per ciò che concerne invece l'immagine estrema di The Twin (Bowery era noto per la sua abilità nel creare abiti che rappresentavano una vera e propria sfida alla legge di gravità, nonché per il trucco oltraggioso e l'immagine esagerata), Boy George ammette di avere attraversato un periodo della sua vita, durato alcuni anni, in cui aveva preso l'abitudine di indossare dei vestiti molto meno appariscenti che in passato (ovviamente, secondo i suoi personalissimi standard), quando si è trovato improvvisamente calato nello straordinario look di Leigh, con il suo make-up allucinato, uno dei più famosi dei quali consisteva in una serie di grosse gocce di lattice nero che gli colavano sulla fronte, un tutù verde pisello e un corsetto disegnato in modo tale che desse l'impressione di avere degli enormi seni naturali: sarebbe stata proprio questa esperienza rivelatrice a ricordagli la sua intima essenza di freak, spingendolo a creare il progetto The Twin, in cui il look estremo fa pendant con una musica potente che pompa fino allo sfinimento, per lo più costituita da ritmi di elettronica, forti accenti dance e testi oltraggiosi.
Anche se The Twin non ha mai raggiunto il successo commerciale, il progetto è stato abbastanza apprezzato dalla critica e osannato dai fans, ed ha rappresentato il periodo in assoluto più liberatorio e creativo per Boy George, che ha potuto finalmente cantare qualsiasi cosa volesse. Il grande pubblico, comunque, non è stato raggiunto anche per via del fatto che i vari singoli e l'unico album finora pubblicato, Yum Yum, sono stati praticamente ignorati dalle radio, e sono usciti soltanto in edizione limitata, disponibile soltanto per breve tempo. La relativa pagina su MySpace e YouTube offrono però moltissime possibilità di ascoltare e guardare gli esperimenti legati al progetto, in spettacoli live, svoltisi all'interno di club e discoteche, resi unici dal portentoso suono acid house e dall'immagine scioccante ed esagerata. La traccia portante sul The Twin EP è rappresentata dal brano di apertura, intitolato Nothing, uno dei brani più vecchi del disco, composto nel 2002, di cui esistono moltissime versioni alternative e diversi remix, nonché numerosi video promozionali dal vivo.

## Tracce
1. Nothing (O'Dowd/Roland)
2. Don't Go Draggin' Me Down (O'Dowd/Roland)
3. Sorrow (O'Dowd/Roland)
4. Second Chance (O'Dowd/Roland)

## Musicisti
- Boy George: voce, testi e DJ mix
- Kinky Roland: produzione